# Liste der Stolpersteine in Goeree-Overflakkee

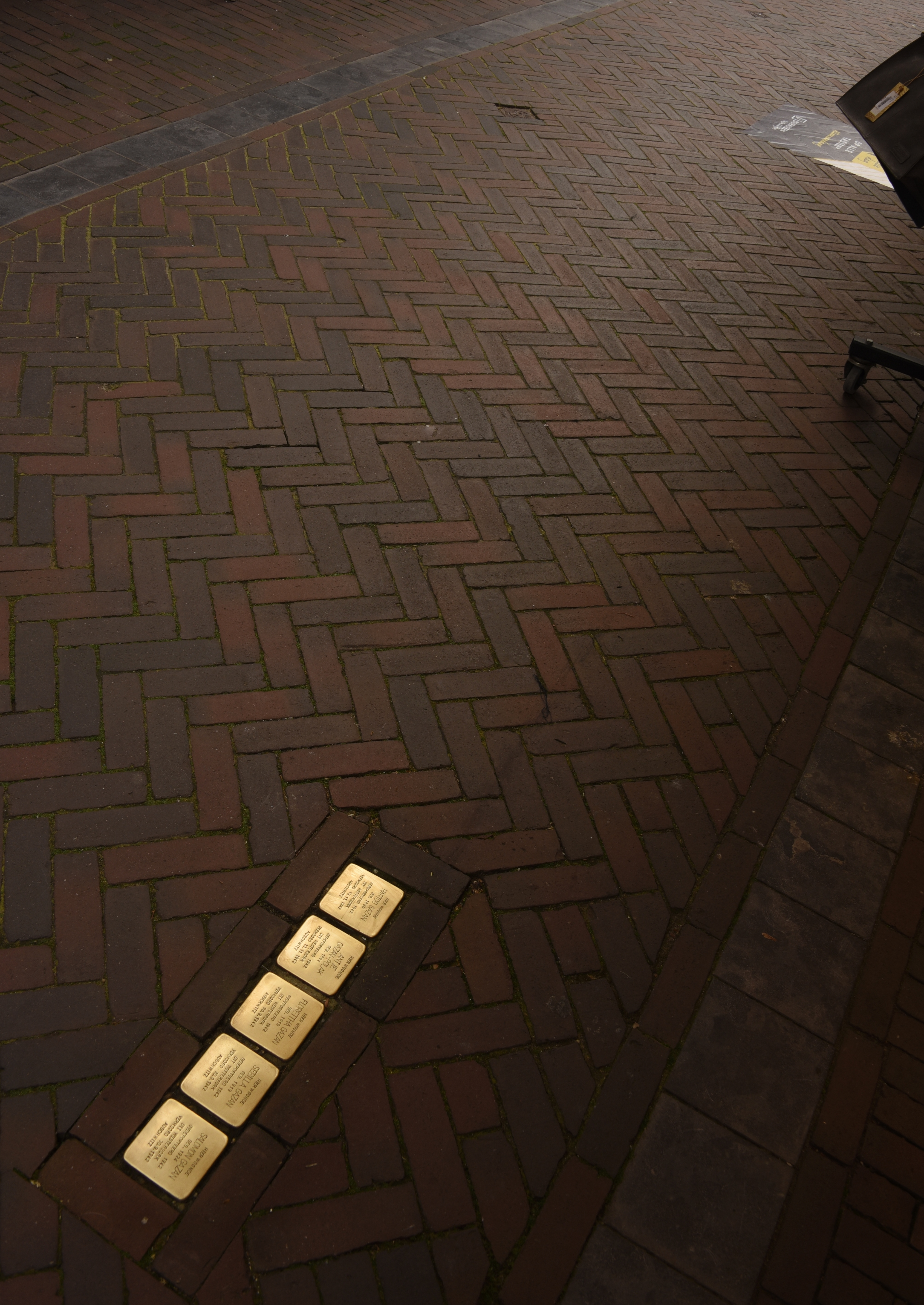
Stolpersteine in Middelharnis

Die Liste der Stolpersteine in Goeree-Overflakkee umfasst jene Stolpersteine, die vom deutschen Künstler Gunter Demnig in der Gemeinde Goeree-Overflakkee in der Provinz Zuid-Holland verlegt wurden. Stolpersteine sind Opfern des Nationalsozialismus gewidmet, all jenen, die vom NS-Regime drangsaliert, deportiert, ermordet, in die Emigration oder in den Suizid getrieben wurden. Demnig verlegt für jedes Opfer einen eigenen Stein, im Regelfall vor dem letzten selbst gewählten Wohnsitz.

## Verlegte Stolpersteine

### Dirksland
In Dirksland wurden sieben Stolpersteine in drei Adressen verlegt.
| Stolperstein | Übersetzung                                                                                               | Verlegort     | Name, Leben             |
| ------------ | --- | ------------- | ----------------------- |
|              | HIER WOHNTE MAURITS COHEN GEB. 1878 DEPORTIERT 1942 AUS WESTERBORK ERMORDET 13.11.1942 AUSCHWITZ          | Boezemweg 14  | Maurits Cohen           |
|              | HIER WOHNTE ROSALIE COHEN-DE VRIES GEB. 1882 DEPORTIERT 1942 AUS WESTERBORK ERMORDET 13.11.1942 AUSCHWITZ | Boezemweg 14  | Rosalie Cohen-de Vries  |
|              | HIER WOHNTE PHILIP GAZAN GEB. 1894 DEPORTIERT 1942 AUS WESTERBORK ERMORDET 30.9.1942 AUSCHWITZ            | Straatdijk 8  | Philip Gazan            |
|              | HIER WOHNTE SEBILLA GAZAN GEB. 1924 DEPORTIERT 1942 AUS WESTERBORK ERMORDET 13.11.1942 AUSCHWITZ          | Straatdijk 8  | Sebilla Gazan           |
|              | HIER WOHNTE BERNARD HAAGENS GEB. 1887 DEPORTIERT 1943 AUS WESTERBORK ERMORDET 4.6.1943 SOBIBOR            | Achterdorp 17 | Bernard Haagens         |
|              | HIER WOHNTE SERA HAAGENS GEB. 1918 DEPORTIERT 1943 AUS WESTERBORK ERMORDET 28.5.1943 SOBIBOR              | Achterdorp 17 | Sera Haagens            |
|              | HIER WOHNTE WILHELMINA HAAGENS-ROOD GEB. 1888 DEPORTIERT 1943 AUS WESTERBORK ERMORDET 4.6.1943 SOBIBOR    | Achterdorp 17 | Wilhelmina Haagens-Rood |

### Middelharnis
In Middelharnis wurden 34 Stolpersteine an 13 Adressen verlegt.
Im Januar 2018 wurde einer der drei Stolpersteine der Familie Polak gestohlen. Dieser wurde später ersetzt.
| Stolperstein | Übersetzung | Verlegort                 | Name, Leben                        |
| ------------ | --- | ------------------------- | ---------------------------------- |
|              | HIER WOHNTE FLORETTHA GAZAN GEB. 1919 DEPORTIERT 1942 AUS WESTERBORK ERMORDET 30.9.1942 AUSCHWITZ                   | Westdijk 26               | Florettha Gazan                    |
|              | HIER WOHNTE HARTOG GAZAN GEB. 1890 DEPORTIERT 1942 AUS WESTERBORK ERMORDET 13.11.1942 AUSCHWITZ                     | Westdijk 26               | Hartog Gazan                       |
|              | HIER WOHNTE SALOMON GAZAN GEB. 1924 DEPORTIERT 1942 AUS WESTERBORK ERMORDET 30.9.1942 AUSCHWITZ                     | Westdijk 26               | Salomon Gazan                      |
|              | HIER WOHNTE SEBILLA GAZAN GEB. 1919 DEPORTIERT 1942 AUS WESTERBORK ERMORDET 30.9.1942 AUSCHWITZ                     | Westdijk 26               | Sebilla Gazan                      |
|              | HIER WOHNTE ANTJE GAZAN-POLAK GEB. 1884 DEPORTIERT 1942 AUS WESTERBORK ERMORDET 13.11.1942 AUSCHWITZ                | Westdijk 26               | Antje Gazan                        |
|              | HIER WOHNTE DAVID HAAGENS GEB. 1892 DEPORTIERT 1942 AUS WESTERBORK ERMORDET 31.3.1944 SCHLESIEN                     | Emmalaan 9                | David Haagens                      |
|              | HIER WOHNTE HENRI HAAGENS GEB. 1900 DEPORTIERT 1943 AUS WESTERBORK ERMORDET 23.7.1943 SOBIBOR                       | Emmalaan 11               | Henri Haagens                      |
|              | HIER WOHNTE LION HAAGENS GEB. 1895 DEPORTIERT 1942 AUS WESTERBORK ERMORDET 28.8.1942 AUSCHWITZ                      | Westdijk 22               | Lion Haagens                       |
|              | HIER WOHNTE ANNIE HAAGENS-ROOS GEB. 1898 DEPORTIERT 1942 AUS WESTERBORK ERMORDET 30.9.1942 AUSCHWITZ                | Westdijk 22               | Annie Haagens-Roos                 |
|              | HIER WOHNTE MARGARETHA HAAGENS-ROOS GEB. 1907 DEPORTIERT 1943 AUS WESTERBORK ERMORDET 23.7.1943 SOBIBOR             | Emmalaan 11               | Margaretha Haagens-Roos            |
|              | HIER WOHNTE MARCUS SALOMON HARTOGS GEB. 1898 DEPORTIERT 1943 AUS WESTERBORK ERMORDET 26.3.1943 SOBIBOR              | Zandpad 70                | Marcus Salomon Hartogs             |
|              | HIER WOHNTE HELENA ELEONORA HARTOGS- KOOPERBERG GEB. 1896 DEPORTIERT 1943 AUS WESTERBORK ERMORDET 26.3.1943 SOBIBOR | Zandpad 70                | Helena Eleonora Hartogs-Kooperberg |
|              | HIER WOHNTE ADRIANA HARTOGS- HAAGENS GEB. 1885 VERHAFTET 1942 GESTORBEN 19.12.1943 ARNHEM                           | Louis Bouwmeesterplein 9  | Adriana Hartogs-Haagens            |
|              | HIER WOHNTE ELIAS MESRITZ GEB. 1920 DEPORTIERT 1942 AUS WESTERBORK ERMORDET 30.9.1942 AUSCHWITZ                     | Dirk Bosstraat 10         | Elias Mesritz                      |
|              | HIER WOHNTE EVA MESRITZ GEB. 1919 DEPORTIERT 1942 AUS WESTERBORK ERMORDET 30.9.1942 AUSCHWITZ                       | Dirk Bosstraat 10         | Eva Mesritz                        |
|              | HIER WOHNTE IZAÄK MESRITZ GEB. 1886 DEPORTIERT 1942 AUS WESTERBORK ERMORDET 22.10.1942 AUSCHWITZ                    | Dirk Bosstraat 10         | Izaäk Mesritz                      |
|              | HIER WOHNTE LEON MESRITZ GEB. 1924 DEPORTIERT 1942 AUS WESTERBORK ERMORDET 30.9.1942 AUSCHWITZ                      | Dirk Bosstraat 10         | Leon Mesritz                       |
|              | HIER WOHNTE GRIETJE SARA MESRITZ-DE WINTER GEB. 1884 DEPORTIERT 1942 AUS WESTERBORK ERMORDET 13.11.1942 AUSCHWITZ   | Dirk Bosstraat 10         | Grietje Sara Mesritz-de Winter     |
|              | HIER WOHNTE ABRAHAM MOZES POLAK GEB. 1882 DEPORTIERT 1943 AUS APELDOORN ERMORDET 5.3.1943 SOBIBOR                   | Zandpad 14                | Abraham Mozes Polak                |
|              | HIER WOHNTE CORNELIA POLAK GEB. 1896 DEPORTIERT 1942 AUS WESTERBORK ERMORDET 30.9.1942 AUSCHWITZ                    | Westdijk 62               | Cornelia Polak                     |
|              | HIER WOHNTE DEBORA POLAK GEB. 1892 DEPORTIERT 1942 AUS WESTERBORK ERMORDET 13.11.1942 AUSCHWITZ                     | Westdijk 62               | Debora Polak                       |
|              | HIER WOHNTE ELIZABETH POLAK GEB. 1888 DEPORTIERT 1942 AUS WESTERBORK ERMORDET 13.11.1942 AUSCHWITZ                  | Zandpad 14                | Elizabeth Polak                    |
|              | HIER WOHNTE LEVIJ POLAK GEB. 1894 DEPORTIERT 1942 AUS WESTERBORK ERMORDET 28.2.1943 AUSCHWITZ                       | Eendrachtstraat 32        | Henrietta Jetje Polak              |
|              | HIER WOONDE LEVIJ POLAK GEB. 1894 GEDEPORTEERD 1942 UIT WESTERBORK VERMOORD 28.2.1943 AUSCHWITZ                     | Middelharnis, Zandpad 170 | Levij Polak'                       |
|              | HIER WOHNTE MOZES POLAK GEB. 1892 DEPORTIERT 1942 AUS WESTERBORK ERMORDET 30.9.1942 AUSCHWITZ                       | Zandpad 14                | Mozes Polak                        |
|              | HIER WOHNTE SARA POLAK-COHEN GEB. 1864 DEPORTIERT 1943 AUS WESTERBORK ERMORDET 13.3.1943 SOBIBOR                    | Westdijk 62               | Sara Polak-Cohen                   |
|              | HIER WOHNTE MARGARETHA POLAK-GAZAN GEB. 1893 DEPORTIERT 1942 AUS WESTERBORK ERMORDET 13.11.1942 AUSCHWITZ           | Zandpad 170               | Margaretha Polak-Gazan             |
|              | HIER WOHNTE BETJE ROOD GEB. 1893 DEPORTIERT 1942 AUS WESTERBORK ERMORDET 13.11.1942 AUSCHWITZ                       | Zandpad 58                | Betje Rood                         |
|              | HIER WOHNTE LOUIS ROOD GEB. 1883 DEPORTIERT 1942 AUS WESTERBORK ERMORDET 13.11.1942 AUSCHWITZ                       | Zandpad 58                | Louis Rood                         |
|              | HIER WOHNTE HENDRINA SCHOONING GEB. 1880 DEPORTIERT 1943 AUS WESTERBORK ERMORDET 1.2.1943 AUSCHWITZ                 | Zandpad 44                | Hendrina Schooning                 |
|              | HIER WOHNTE DAVID SLAGER GEB. 1871 DEPORTIERT 1943 AUS WESTERBORK ERMORDET 2.7.1943 SOBIBOR                         | Zandpad 44                | David Slager                       |
|              | HIER WOHNTE LEENTJE SLAGER GEB. 1913 DEPORTIERT 1943 AUS WESTERBORK ERMORDET 4.6.1943 SOBIBOR                       | Zandpad 44                | Leentje Slager                     |
|              | HIER WOHNTE PHILIP SLAGER GEB. 1912 DEPORTIERT 1943 AUS WESTERBORK ERMORDET 30.4.1943 AUSCHWITZ                     | Middelharnis, Zandpad 44  | Philip Slager                      |
|              | HIER WOHNTE EVA HENDRINA SLAGER-SCHOONING GEB. 1879 DEPORTIERT 1943 AUS WESTERBORK ERMORDET 2.7.1943 SOBIBOR        | Zandpad 44                | Eva Hendrina Slager-Schooning      |

### Ouddorp
In Ouddorp wurde bisher ein Stolperstein verlegt.
| Stolperstein | Übersetzung                                                                                          | Verlegort                                         | Name, Leben       |
| ------------ | --- | ------------------------------------------------- | ----------------- |
|              | HIER WOHNTE ANNA HAAS-FRANKEN GEB. 1873 DEPORTIERT 1942 AUS WESTERBORK ERMORDET 26.10.1942 AUSCHWITZ | Oud Nieuwlandseweg 20 (vis-a-vis Hotel Duinzicht) | Anna Haas-Franken |

### Oude-Tonge
In Oude-Tonge wurden sechs Stolpersteine an drei Adressen verlegt.
| Stolperstein | Übersetzung                                                                                                | Verlegort           | Name, Leben            |
| ------------ | --- | ------------------- | ---------------------- |
|              | HIER WOHNTE LOUIS DAVID COHEN GEB. 1920 VERHAFTET 10.10.1942 ERMORDET 27.1.1943 VUGHT                      | Kerkstraat 3        | Louis David Cohen      |
|              | HIER WOHNTE MEIJER MARCUS COHEN GEB. 1886 DEPORTIERT 1942 AUS AMERSFOORT ERMORDET 25.6.1942 MAUTHAUSEN     | Kerkstraat 3        | Meijer Marcus Cohen    |
|              | HIER WOHNTE SOPHIA COHEN- ROSENBERG GEB. 1885 DEPORTIERT 1942 AUS WESTERBORK ERMORDET 29.10.1942 AUSCHWITZ | Kerkstraat 3        | Sophia Cohen-Rosenberg |
|              | HIER WOHNTE CATO COHENSIUS GEB. 1869 DEPORTIERT 1943 AUS WESTERBORK ERMORDET 19.2.1943 AUSCHWITZ           | Molendijk t/o 15/17 | Cato Cohensius         |
|              | HIER WOHNTE LEVIE ISRAËL DE WINTER GEB. 1899 DEPORTIERT 1942 AUS WESTERBORK ERMORDET 19.9.1942 AUSCHWITZ   | Molendijk t/o 55    | Levie Israël de Winter |
|              | HIER WOHNTE SARA DE WINTER GEB. 1885 DEPORTIERT 1943 AUS WESTERBORK ERMORDET 12.2.1943 AUSCHWITZ           | Molendijk t/o 55    | Sara de Winter         |

### Sommelsdijk
In Sommelsdijk wurden neun Stolpersteine an zwei Adressen verlegt.

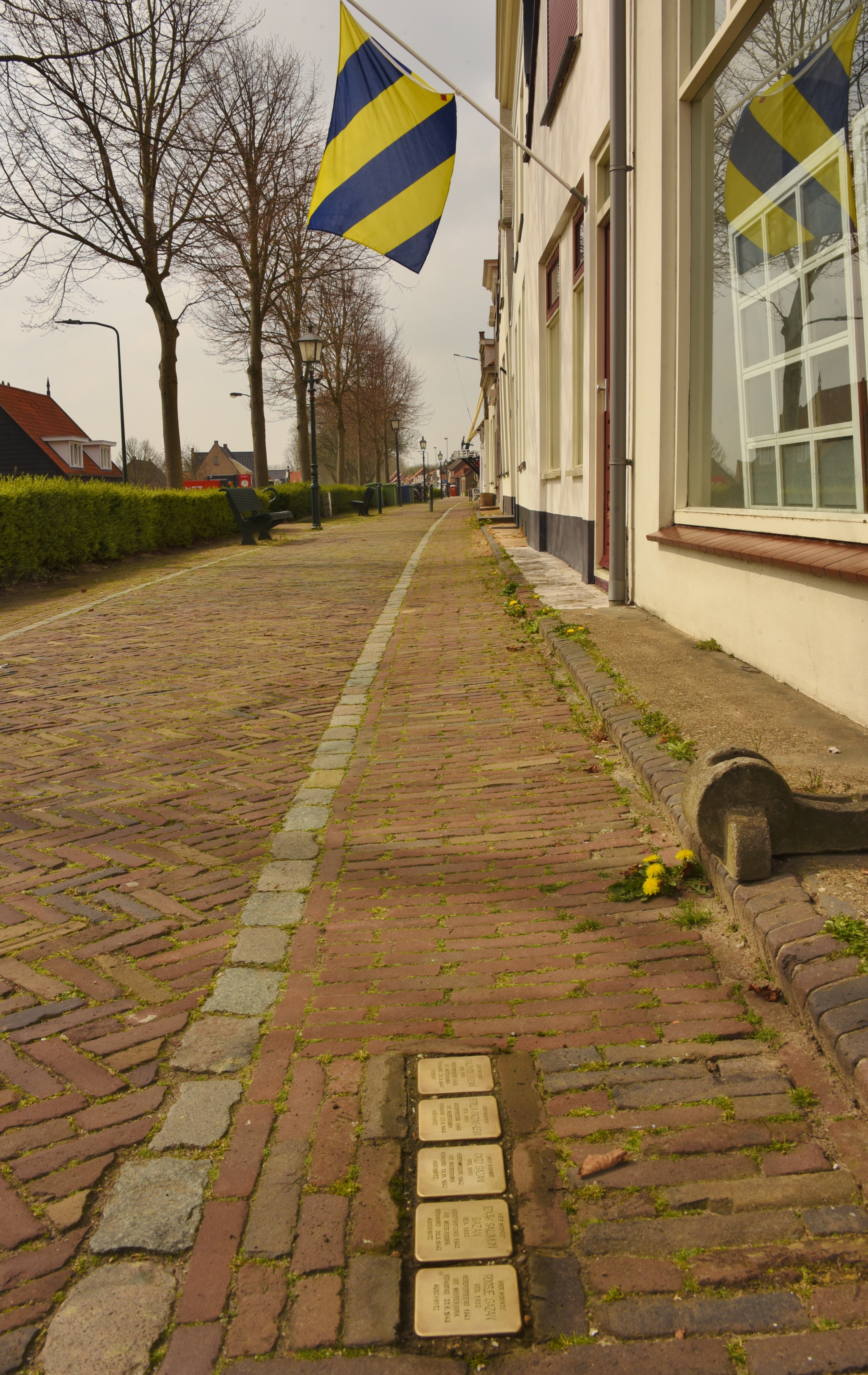
Stolpersteine in Sommelsdijk

| Stolperstein | Übersetzung | Verlegort    | Name, Leben                      |
| ------------ | --- | ------------ | -------------------------------- |
|              | HIER WOHNTE CATO GAZAN GEB. 1889 DEPORTIERT 1942 AUS WESTERBORK ERMORDET 13.11.1942 AUSCHWITZ                       | Westdijk 51  | Cato Gazan                       |
|              | HIER WOHNTE IZAÄK SALOMON GAZAN GEB. 1892 DEPORTIERT 1942 AUS WESTERBORK ERMORDET 30.9.1942 AUSCHWITZ               | Westdijk 51  | Izaäk Salomon Gazan              |
|              | HIER WOHNTE ROOSJE GAZAN GEB. 1902 DEPORTIERT 1943 AUS WESTERBORK ERMORDET 27.8.1943 AUSCHWITZ                      | Westdijk 51  | Roosje Gazan                     |
|              | HIER WOHNTE SALOMON GAZAN GEB. 1851 DEPORTIERT 1943 AUS WESTERBORK ERMORDET 20.3.1943 SOBIBOR                       | Westdijk 51  | Salomon Gazan                    |
|              | HIER WOHNTE SEBILLA GAZAN-LEVI GEB. 1861 DEPORTIERT 1943 AUS WESTERBORK ERMORDET 27.8.1943 AUSCHWITZ                | Westdijk 51  | Sebilla Gazan-Levi               |
|              | HIER WOHNTE HESTER CATO HAMMELBURG GEB. 1938 DEPORTIERT 1942 AUS WESTERBORK ERMORDET 19.8.1942 AUSCHWITZ            | Marktveld 18 | Hester Cato Hammelburg           |
|              | HIER WOHNTE JACOB LOUIS HAMMELBURG GEB. 1902 DEPORTIERT 1942 AUS WESTERBORK ERMORDET 26.9.1942 AUSCHWITZ            | Marktveld 18 | Jacob Louis Hammelburg           |
|              | HIER WOHNTE SIMON IZAÄK HAMMELBURG GEB. 1905 DEPORTIERT 1944 AUS WESTERBORK ERMORDET 31.8.1944 MITTELEUROPA         | Marktveld 18 | Simon Izaäk Hammelburg           |
|              | HIER WOHNTE ELISABETH HAMMELBURG- ZWARENSTEIN GEB. 1910 DEPORTIERT 1942 AUS WESTERBORK ERMORDET 19.8.1942 AUSCHWITZ | Marktveld 18 | Elisabeth Hammelburg-Zwarenstein |

## Verlegedaten
- 12. April 2014: Dirksland (Achterdorp 5, Straatdijk 8), Middelharnis (Emmalaan 9 und 11, Westdijk 22), Ouddorp, Sommelsdijk (Marktveld 18)
- 16. Februar 2015: Middelharnis (Louis Bouwmeesterplein 9, Zandpad 40 und 70), Oude-Tonge, Sommelsdijk (Westdijk 55)[66]
- 2. Dezember 2016: Dirksland (Boezemweg 14), Middelharnis (Dirk Bosstraat 10, Eendrachtstraat 32, Westdijk 26, Zandpad 14)